# Отрутозуб жахливий
Отрутозуб жахливий (Heloderma horridum) — вид ящірок родини отрутозубових (Helodermatidae). Один із 5 видів роду отрутозубів (Heloderma). Поширений в Західній та Південно-Західній Мексиці. Мешканець відкритих аридних ландшафтів. Отруйна ящірка.

## Опис
Загальна довжина ескорпіона коливається від 67 до 90 см, найбільша вага — 4,5 кг. Шкіра — від чорного до темно-коричневого кольору з яскраво-жовтими смугами або плямами, спостерігається висока й помітна контрастність між шкірою та візерунком, яка слугує попередженням про отруйність. Має велику голову, масивний тулуб та короткі ноги з гострими кігтями. Черево вкрито великими роговими лусками.

## Поширення
Ареал тягнеться вузькою смугою вдовж узбережжя Каліфорнійської затоки, у Західній та Південно-Західній Мексиці.

## Спосіб життя
Мешкає в сухих лісах та посушливих місцях. Здебільшого активний вночі або в присмерку. 
Харчується молодими птахами й гризунами, яйцями й невеликих хребетними тваринами. Полює за допомогою Якобсонова органа. Отруту виробляють залози нижньої губи, потім вона спрямовується в зуби нижньої щелепи.
Це яйцекладні ящірки. Статева зрілість настає в 2 роки. Самиця відкладає в землі в ямку 4—12 яєць. Через 130—188 днів з'являються молоді отрутозуби.